# Torre de França
La Torre de França és un edifici de la ciutat de València. Actualment és el segon més alt de la ciutat (va ser el de més alçària fins al 2006) i compta amb 115 metres i 35 plantes, després de la Torre Hilton. Està situat a l'Avinguda de França, enfront del riu Túria i de la Ciutat de les Arts i les Ciències. És d'ús exclusivament residencial.
Va ser guardonat amb el Premio al Mérito Inmobiliario y Urbanístico de 2003.